# Portrait de Vsevolod Garchine
Le Portrait de Vsevolod Garchine est un tableau peint par Ilia Répine en 1884. 
Vsevolod Mikhaïlovitch Garchine, né le (14 février 1855 et mort le 5 avril 1888) est un nouvelliste russe, auteur d'une vingtaine de nouvelles. Proche de Répine, il a posé également pour lui dans Ivan le Terrible tue son fils et le Visiteur inattendu.
Ce portrait est conservé au Metropolitan Museum of Art.